# Crying Out for Me
Crying Out for Me è un singolo del cantante statunitense Mario, il secondo estratto dall'album in studio Go e pubblicato il 21 agosto 2007.
I due remix ufficiali figurano rispettivamente la collaborazione di Lil Wayne e Busta Rhymes.

## Classifiche
| Classifica (2007/08)      | Posizione massima |
| ------------------------- | ----------------- |
| Stati Uniti               | 33                |
| Stati Uniti (R&B/hip-hop) | 5                 |